# Nicole Parks
Nicole Parks (* 11. Juli 1992 in Cooma) ist eine ehemalige australische Freestyle-Skierin. Sie war auf die Disziplinen Moguls und Dual Moguls (Buckelpiste) spezialisiert.

## Werdegang
Parks nahm in den ersten Jahren ihrer Karriere vorwiegend am Australian New Zealand Cup sowie am Europacup teil und startete im Januar 2010 in Deer Valley erstmals im Freestyle-Skiing-Weltcup, wobei sie die Plätze 33 und 31 im Moguls errang. Dort belegte sie bei den Weltmeisterschaften 2011 den 19. Platz im Dual Moguls. In der Saison 2011/12 wurde sie Dritte in der Moguls-Disziplinenwertung des Australian New Zealand Cups und erreichte mit dem 27. Platz im Moguls-Weltcup ihr bestes Gesamtergebnis. Auch in der Saison 2012/13 errang sie den dritten Platz in der Moguls-Disziplinenwertung des Australian New Zealand Cups und belegte bei den Weltmeisterschaften 2013 in Voss den 18. Platz im Dual Moguls sowie den 16. Rang im Moguls. In der Saison 2013/14 und 2014/15 gewann sie im Australian New Zealand Cup die Moguls-Disziplinenwertung. Zudem kam sie bei den Olympischen Winterspielen 2014 in Sotschi auf den 15. Platz im Moguls und bei den Weltmeisterschaften 2015 am Kreischberg auf den 29. Rang im Moguls. Im Januar 2015 erreichte sie in Calgary mit dem zehnten Platz im Moguls ihre erste Top-Zehn-Platzierung im Weltcup. Ihren 31. und damit letzten Weltcup absolvierte sie im Februar 2017 in Deer Valley. Dabei errang sie mit dem achten Platz im Dual Moguls ihr bestes Ergebnis im Weltcup.

## Erfolge

### Olympische Spiele
- 2014 Sotschi: 15. Platz Moguls

### Weltmeisterschaften
- 2011 Deer Valley: 19. Platz Dual Moguls
- 2013 Voss: 16. Platz Dual Moguls, 18. Platz Moguls
- 2015 Kreischberg: 29. Platz Moguls

### Weltcupwertungen
| Saison  | Gesamt | Gesamt | Moguls | Moguls |
| Saison  | Platz  | Punkte | Platz  | Punkte |
| ------- | ------ | ------ | ------ | ------ |
| 2010/11 | 108.   | 2      | 38.    | 25     |
| 2011/12 | 102.   | 5      | 27.    | 71     |
| 2012/13 | 201.   | 2      | 43.    | 19     |
| 2013/14 | 148.   | 6      | 28.    | 61     |
| 2014/15 | 111.   | 5,78   | 28.    | 52     |
| 2015/16 | 175.   | 1,5    | 38.    | 12     |
| 2016/17 | 145.   | 5,09   | 30.    | 56     |

### Australian New Zealand Cup
- 13 Podestplätze, davon 5 Siege
- Saison 2011/12: 3. Platz Moguls-Disziplinenwertung
- Saison 2012/13: 3. Platz Moguls-Disziplinenwertung
- Saison 2013/14: 1. Platz Moguls-Disziplinenwertung
- Saison 2014/15: 1. Platz Moguls-Disziplinenwertung
- Saison 2016/17: 3. Platz Moguls-Disziplinenwertung